# 林廣財
林廣財（1962年—），台灣原住民音樂人，排灣族人，出生於屏東縣瑪家鄉佳義村。

## 家族
族名是Ngerenger Kazangiljan，為屏東縣瑪家鄉佳義村頭目

## 成長
林廣財16歲就離家到台北，曾做過搬運工、綁鐵工、遠洋漁工等。

## 發展
林廣財加入1999年921大地震救災成立的飛魚雲豹音樂工團，將音樂與原住民運動結合，因而開始唱古調

## 專輯
- 2003年 電視劇 《風中緋櫻》 片頭曲
- 2011年 《百年排灣風華再現 原住民頭目音樂專輯》(飛魚雲豹音樂工團)
- 2023年 《浮生錄: 廣財與老樂手》

## 榮譽
- 2011年 第22屆金曲獎最佳原住民歌手獎《百年排灣風華再現 原住民頭目音樂專輯》

## 外部連結
- 林廣財(Facebook)
- 原夢系列23--林廣財：歌聲 就是我的力量
- 《百年排灣．風華再現》林廣財專輯 （页面存档备份，存于）